# Стефан Маєвський
Стефан Маєвський (пол. Stefan Majewski; нар. 31 січня 1956 Бидгощ, Польща) — польський футболіст, виступав на позиції центрального захисника. Виступав за збірну Польщі. Бронзовий призер чемпіонату світу 1982 року та учасник чемпіонату світу 1986 року. Колишній в. о. головного тренера збірної Польщі.

## Клубна кар'єра
Свою футбольну кар'єру Стефан Маєвський розпочинав у рідному місті Бидгощ, виступаючи спочатку за «Гвязду», потім за «Хемік» та «Завішу», в складі якої став переможцем другої ліги 1977 року. Сезон 1977/78 років став для Маєвського першим у першій лізі, він відіграв у всіх тридцяти матчах і забив чотири м'ячі, що однак не допомогло «Завіші», яка вилетіла назад до другої ліги. Відігравши половину сезону в другій лізі, Маєвський перейшов у «Легію», повернувшись до вищого дивізіону. У «Легії» Стефан відіграв до кінця 1984 года, ставши за цей час дворазовим володарем Кубка Польщі. Всього за «Легію» Стефан зіграв 182 матчі (158 у чемпіонаті Польщі, 17 у Кубку Польщі та 7 у Кубку володарів кубків УЄФА) і відзначився 18 голами (16 у чемпіонаті Польщі, 1 у Кубку Польщі та 1 у Кубку володарів кубків УЄФА). Після «Легії» Маєвський вирушив грати в ФРН за «Кайзерслаутерн», відігравши у клубі два з половиною сезони, Стефан перейшов в «Армінію» з Білефельда, яка виступала у другій Бундеслізі. Однак «Армінія» в наступному сезоні посіла останнє місце в турнірній таблиці і вибула в Оберлігу. Маєвський покинув команду і відправився грати на Кіпр за «Аполлон» з Лімасола. Відігравши один сезон на Кіпрі і ставши срібним призером чемпіонату Кіпру 33-річний захисник повернувся в ФРН і продовжив виступати за «Фрайбургер», який виступав у нижчих лігах. Маєвський відіграв у клубі до 1993 року, після чого закінчив свою кар'єру.

## Кар'єра в збірній
У збірної Польщі Стефан Маєвський дебютував 30 серпня 1978 року в товариському матчі зі збірною Фінляндії, який завершився перемогою поляків з рахунком 1:0, причому єдиний гол у матчі був на рахунку Маєвського. У 1982 році Маєвський взяв участь у чемпіонаті світу, він зіграв у всіх семи матчах своєї збірної і забив один м'яч. На тому чемпіонаті поляки завоювали бронзові медалі, обігравши в матчі за третє місце збірну Франції з рахунком 3:2, а сам Маєвський забив другий м'яч своєї збірної. У 1986 році Маєвський взяв участь в своєму другому чемпіонаті світу. Поляки вийшли з групи, але вибули на стадії 1/8 фіналу, а сам Маєвський, як і чотири роки тому, взяв участь у всіх чотирьох матчах. Причому матч 1/8 фіналу зі збірною Бразилії на тому чемпіонаті, який завершився поразкою Польщі з рахунком 0:4, став для Маєвського останнім у складі збірної. Всього ж за збірну Стефан Маєвський зіграв 40 матчів, в яких відзначився 4 голами, 1 матч він провів як капітан збірної.

## Кар'єра тренера
Після закінчення кар'єри гравця Маєвський став тренером. Його першим клубом стала «Полонія» з Варшави. Ставши головним тренером перед закінченням чемпіонату Польщі сезону 1993/94 років, він не зміг допомогти команді, яка посіла підсумкове 17-е місце і вибула в другу лігу. Після закінчення сезону Маєвський покинув свій пост, проте повернувся вже наприкінці наступного сезону, в тому сезоні команда зайняла всього-лише 7-е місце у другій лізі. Але вже в наступному році «Полонія» фінішувала першою і гарантувала собі місце в еліті. Після цього Стефан закінчив тренерську академію в Кельні і два роки відпрацював з резервістами «Кайзерслаутерна». У травні 1999 року Маєвський став головним тренером клубу «Аміка». У перший же рік з клубом він став володарем Кубка і Суперкубка Польщі. У наступному році «Аміка» знову стала володарем Кубка, але в матчі за Суперкубок поступилася колишньому клубу Маєвського «Полонії» з рахунком 2:4. Після «Аміки» Стефан недовгий час тренував «Заглемб'є» з Любіна і «Світ». У липні 2002 року Маєвський став помічником нового головного тренера збірної Польщі Збігнева Бонека, з яким вони разом виступали на двох чемпіонатах світу. Однак Бонек протримався на своїй посаді всього п'ять місяців після чого був звільнений, разом з ним пішов й Маєвський. У березні 2003 року Стефан повернувся в «Аміку». Зробивши команду бронзовим призером чемпіонату Польщі сезону 2003/04 Маєвський знову покинув команду і відправився в «Відзев», який напередодні цього залишив вищий дивізіон. Відпрацювавши в команді 2 сезони Маєвський вивів «Відзєв» у вищий дивізіон. З 2006 по 2008 рік очолював «Краковію». А наприкінці 2009 року після звільнення Лео Бенгаккера був призначений в.о. головного тренера збірної Польщі. Під його керівництвом команда провела два останні матчі у відбірковому турнірі до чемпіонату світу 2010 року. У першому матчі поляки поступилися чехам у гостях з рахунком 0:2, а в другому поступилися словакам у себе вдома з рахунком 0:1. Після закінчення роботи в головній збірній Польщі Маєвський був призначений головним тренером олімпійської збірної Польщі, пропрацювавши на цій посаді до 2010 року він покинув свій пост.
З 2014 року член Клубу видатних гравців збірної.

## Досягнення

### Командні
«Завіша»
- Друга ліга Польщі
  -  Чемпіон (1): 1977

«Легія»
- Перша ліга Польщі
  -  Бронзовий призер (1): 1980

- Кубок Польщі
  -  Володар (2): 1980, 1981

«Аполлон» (Лімасол)
- Чемпіонат Кіпру
  -  Срібний призер (1): 1989

збірна Польщі
- Чемпіонат світу
  -  Бронзовий призер (1): 1982

### Як тренера
«Полонія» (Варшава)
- Друга ліга Польщі
  -  Чемпіон (1): 1996

«Аміка»
- Перша ліга Польщі
  -  Бронзовий призер (1): 2004

- Кубок Польщі
  -  Володар (2): 1999, 2000

- Суперкубок Польщі
  -  Володар (1): 1999
  -  Фіналіст (1): 2000

«Відзєв»
- Друга ліга Польщі
  -  Чемпіон (1): 2006

## Статистика

### Клубна
| Сезон   | Чемпіонат Польщі | Чемпіонат Польщі | Кубок Польщі | Кубок Польщі | Кубок володарів кубків УЄФА | Кубок володарів кубків УЄФА | Загалом | Загалом |
| Сезон   | Матчі            | Голи             | Матчі        | Голи         | Матчі                       | Голи                        | Матчі   | Голи    |
| ------- | ---------------- | ---------------- | ------------ | ------------ | --------------------------- | --------------------------- | ------- | ------- |
| 1978/79 | 15               | 2                | 0            | 0            | 0                           | 0                           | 15      | 2       |
| 1979/80 | 28               | 4                | 5            | 0            | 0                           | 0                           | 33      | 4       |
| 1980/81 | 23               | 3                | 4            | 0            | 2                           | 0                           | 29      | 3       |
| 1981/82 | 27               | 2                | 2            | 0            | 5                           | 1                           | 34      | 3       |
| 1982/83 | 27               | 4                | 3            | 0            | 0                           | 0                           | 30      | 4       |
| 1983/84 | 23               | 1                | 2            | 1            | 0                           | 0                           | 25      | 2       |
| 1984/85 | 15               | 0                | 1            | 0            | 0                           | 0                           | 16      | 0       |
| Загалом | 158              | 16               | 17           | 1            | 7                           | 1                           | 182     | 18      |

| Клуб                  | Сезон   | Чемпіонат ФРН | Чемпіонат ФРН | Кубок ФРН | Кубок ФРН | Загалом | Загалом |
| Клуб                  | Сезон   | Матчі         | Голи          | Матчі     | Голи      | Матчі   | Голи    |
| --------------------- | ------- | ------------- | ------------- | --------- | --------- | ------- | ------- |
| «Кайзерслаутерн»      | 1984/85 | 19            | 1             | 0         | 0         | 19      | 1       |
| «Кайзерслаутерн»      | 1985/86 | 22            | 0             | 3         | 0         | 25      | 0       |
| «Кайзерслаутерн»      | 1986/87 | 22            | 0             | 0         | 0         | 22      | 0       |
| «Кайзерслаутерн»      | Загалом | 63            | 1             | 3         | 0         | 66      | 1       |
| «Армінія» (Білефельд) | 1987/88 | 34            | 1             | 1         | 0         | 35      | 1       |
| «Армінія» (Білефельд) | Итого   | 34            | 1             | 1         | 0         | 35      | 1       |
| Загалом               | Загалом | 97            | 2             | 4         | 0         | 101     | 2       |

### У збірній
| №  | Дата              | Місце проведення | Суперник   | Рахунок | Голи | Турнір                      |
| 1  | 30 серпня 1978    | Гельсінкі        | Фінляндія  | 1:0     | 1    | Товариський матч            |
| 2  | 6 вересня 1978    | Рейк'явік        | Ісландія   | 2:0     | -    | Відбіркові матчі до ЧЄ 1980 |
| 3  | 11 жовтня 1978    | Бухарест         | Румунія    | 0:1     | -    | Товариський матч            |
| 4  | 11 листопада 1978 | Вроцлав          | Швейцарія  | 2:0     | -    | Відбіркові матчі до ЧЄ 1980 |
| 5  | 18 лютого 1979    | Туніс            | Туніс      | 2:0     | -    | Товариський матч            |
| 6  | 21 лютого 1979    | Алжир            | Алжир      | 1:0     | -    | Товариський матч            |
| 7  | 4 квітня 1979     | Хожув            | Угорщина   | 1:1     | -    | Товариський матч            |
| 8  | 18 квітня 1979    | Лейпциг          | Німеччина  | 1:2     | -    | Відбіркові матчі до ЧЄ 1980 |
| 9  | 29 серпня 1979    | Варшава          | Румунія    | 3:0     | -    | Товариський матч            |
| 10 | 12 вересня 1979   | Лозанна          | Швейцарія  | 2:0     | -    | Відбіркові матчі до ЧЄ 1980 |
| 11 | 17 лютого 1980    | Марракеш         | Марокко    | 0:1     | -    | Товариський матч            |
| 12 | 29 лютого 1980    | Багдад           | Ірак       | 0:1     | -    | Товариський матч            |
| 13 | 2 квітня 1980     | Брюссель         | Бельгія    | 1:2     | -    | Товариський матч            |
| 14 | 10 жовтня 1981    | Лейпциг          | Німеччина  | 3:2     | -    | Відбіркові матчі до ЧС 1982 |
| 15 | 28 жовтня 1981    | Буенос-Айрес     | Аргентина  | 2:1     | -    | Товариський матч            |
| 16 | 15 листопада 1981 | Вроцлав          | Мальта     | 6:0     | 1    | Відбіркові матчі до ЧС 1982 |
| 17 | 18 листопада 1981 | Лодзь            | Іспанія    | 2:3     | -    | Товариський матч            |
| 18 | 14 червня 1982    | Віго             | Італія     | 0:0     | -    | Чемпіонат світу 1982        |
| 19 | 19 червня 1982    | Ла-Корунья       | Камерун    | 0:0     | -    | Чемпіонат світу 1982        |
| 20 | 22 червня 1982    | Ла-Корунья       | Перу       | 5:1     | -    | Чемпіонат світу 1982        |
| 21 | 28 червня 1982    | Барселона        | Бельгія    | 3:0     | -    | Чемпіонат світу 1982        |
| 22 | 4 липня 1982      | Барселона        | СРСР       | 0:0     | -    | Чемпіонат світу 1982        |
| 23 | 8 липня 1982      | Барселона        | Італія     | 0:2     | -    | Чемпіонат світу 1982        |
| 24 | 10 липня 1982     | Аліканте         | Франція    | 3:2     | 1    | Чемпіонат світу 1982        |
| 25 | 31 серпня 1982    | Париж            | Франція    | 4:0     | -    | Товариський матч            |
| 26 | 8 вересня 1982    | Гельсінкі        | Фінляндія  | 3:2     | -    | Відбіркові матчі до ЧЄ 1984 |
| 27 | 10 жовтня 1982    | Лісабон          | Португалія | 1:2     | -    | Відбіркові матчі до ЧЄ 1984 |
| 28 | 23 березня 1983   | Лодзь            | Болгарія   | 3:1     | 1    | Товариський матч            |
| 29 | 17 квітня 1983    | Варшава          | Фінляндія  | 1:1     | -    | Відбіркові матчі до ЧЄ 1984 |
| 30 | 22 травня 1983    | Хожув            | СРСР       | 1:1     | -    | Відбіркові матчі до ЧЄ 1984 |
| 31 | 7 вересня 1983    | Краків           | Румунія    | 2:2     | -    | Товариський матч            |
| 32 | 9 жовтня 1983     | Москва           | СРСР       | 0:2     | -    | Відбіркові матчі до ЧЄ 1984 |
| 33 | 28 жовтня 1983    | Вроцлав          | Португалія | 0:1     | -    | Відбіркові матчі до ЧЄ 1984 |
| 34 | 27 січня 1984     | Колката          | КНР        | 1:0     | -    | Кубок Неру 1984             |
| 35 | 26 березня 1986   | Кадіс            | Іспанія    | 0:3     | -    | Товариський матч            |
| 36 | 16 травня 1986    | Копенгаген       | Данія      | 0:1     | -    | Товариський матч            |
| 37 | 2 червня 1986     | Монтеррей        | Марокко    | 0:0     | -    | Чемпіонат світу 1986        |
| 38 | 7 червня 1986     | Монтеррей        | Португалія | 1:0     | -    | Чемпіонат світу 1986        |
| 39 | 11 червня 1986    | Монтеррей        | Англія     | 0:3     | -    | Чемпіонат світу 1986        |
| 40 | 16 червня 1986    | Гвадалахара      | Бразилія   | 0:4     | -    | Чемпіонат світу 1986        |

Загалом: 40 матчів / 4 голи; 18 перемог, 8 нічиїх, 14 поразок.
| Рік     | Фінальні матчі ЧС | Фінальні матчі ЧС | Відбіркові матчі ЧС | Відбіркові матчі ЧС | Відбіркові матчі ЧС | Відбіркові матчі ЧС | Товариські матчі | Товариські матчі | Загалом | Загалом |
| Рік     | Матчі             | Голи              | Матчі               | Голи                | Матчі               | Голи                | Матчі            | Голи             | Матчі   | Голи    |
| ------- | ----------------- | ----------------- | ------------------- | ------------------- | ------------------- | ------------------- | ---------------- | ---------------- | ------- | ------- |
| 1978    | 0                 | 0                 | 0                   | 0                   | 2                   | 0                   | 2                | 1                | 4       | 1       |
| 1979    | 0                 | 0                 | 0                   | 0                   | 2                   | 0                   | 4                | 0                | 6       | 0       |
| 1980    | 0                 | 0                 | 0                   | 0                   | 0                   | 0                   | 3                | 0                | 3       | 0       |
| 1981    | 0                 | 0                 | 2                   | 1                   | 0                   | 0                   | 2                | 0                | 4       | 1       |
| 1982    | 7                 | 1                 | 0                   | 0                   | 2                   | 0                   | 1                | 0                | 10      | 1       |
| 1983    | 0                 | 0                 | 0                   | 0                   | 4                   | 0                   | 2                | 1                | 6       | 1       |
| 1984    | 0                 | 0                 | 0                   | 0                   | 0                   | 0                   | 1                | 0                | 1       | 0       |
| 1985    | 0                 | 0                 | 0                   | 0                   | 0                   | 0                   | 0                | 0                | 0       | 0       |
| 1986    | 4                 | 0                 | 0                   | 0                   | 0                   | 0                   | 2                | 0                | 6       | 0       |
| Загалом | 11                | 1                 | 2                   | 1                   | 10                  | 0                   | 17               | 2                | 40      | 4       |